# Монитор (вестник)
Вижте пояснителната страница за други значения на Монитор.
Вестник „Монитор“ е български информационен ежедневник.
Учреден е от групата, основала вестниците „168 часа“ и „24 часа“, на 28 септември 1998 г. и претендира да има като главна цел възраждането на независимия печат в България. Два месеца по-късно се появява и електронното му издание. Основателите на вестника са Петьо Блъсков, Радостина Константинова, Емил Петков, Владимир Райчев, Драгомир Василев.
Различните рубрики във вестника са: новини, свързани с вътрешна и международна политика, икономика, анализи, интервюта, обществен живот, култура, спорт. Излиза 6 пъти в седмицата – от понеделник до събота, като делничното издание е 32 страници, а съботното – 48, с акцент върху културните и забавни рубрики. Всеки петък към вестника е притурена програмата на повечето от телевизиите.

## Собственост
От края на юли 2007 година вестникът е собственост на Ирена Кръстева, директор на Българския спортен тотализатор по времето на правителството на Симеон Сакскобургготски и сина ѝ Делян Пеевски, заместник-министър в правителството на Сергей Станишев, уволнен в разгара на скандала между Румен Овчаров и Ангел Александров. Според вестник Капитал и двамата нови собственици са близки до ДПС. Произходът на средствата, с които новата собственичка е закупила медията, не е изяснен, превид факта, че тя е била на държавна работа. Освен „Монитор“ Кръстева купува и другите вестници, собственост на Петьо Блъсков – „Телеграф“ и „Политика“.
На 21 януари 2021 водещият доставчик на телекомуникационни услуги и издател на медии в Югоизточна Европа – „Юнайтед груп“, обявява, че е постигнал споразумение със собственика на медийната група, издаваща вестник „Монитор“ – дружеството еднолична собственост на Делян Пеевски -„Инстръст“, за закупуването на „Вестник Телеграф“ЕООД. От „Юнайтед груп“ уточняват, че „Вестник Телеграф“ ЕООД издава освен „Монитор“ и ежедневника „Телеграф“, спорния вестник „Мач Телеграф“, седмичника „Политика“, англоезичния седмичник „Юропост“ и регионалното издание „Борба“ (50%). „Развълнувани сме да обявим тази сделка. България е привлекателен пазар за „Юнайтед груп“ и „Телеграф“ допълва останалите ни медийни активи, добавяйки липсващия вестникарски компонент“, обявява изпълнителният директор на „Юнайтед груп“ Виктория Боклаг. На 16 март 2021 г. от групата обявяват, че сделката е приключена, като „Юнайтед груп“ придобива изданията през дъщерното си дружество „Нет инфо“